# Buskea dichotoma
Buskea dichotoma är en mossdjursart som först beskrevs av Walter Douglas Hincks 1862.  Buskea dichotoma ingår i släktet Buskea och familjen Celleporidae. Arten är reproducerande i Sverige. Inga underarter finns listade i Catalogue of Life.